# Цукер, Джефф
Джефф Цукер (англ. Jeff Zucker; 9 апреля, 1965, Хомстед, Флорида, США) — бывший глава WarnerMedia News and Sports и президент CNN Worldwide. Также он выполнял функции редактора новостной платформы внутри США. До этого возглавлял NBC Universal.

## Биография
На NBC Цукер пришёл в 1986 году в спортивное подразделение. Через три года перешёл в новостную утреннюю программу Today. В 26 лет он уже перезапускал её. Всего Цукер проработал в Today 8 лет, а в телекомпании 25, дойдя до самой верхней строчки в табели о рангах в 40. Некоторые эксперты называют его карьерный взлет самым стремительным в истории американского телевидения. С 2007 по 2011 он руководил холдингом, включавшим вещательную сеть, новостные и спортивные подразделения, кабельную сеть, Universal Pictures и тематические парки развлечений. Цукер стал одним из сооснователей стримингового онлайн сервиса Hulu.
В WarnerMedia он отвечал за все прямые трансляции и эфиры, включая CNN Worldwide и Turner Sports. На платформах CNN Цукер управлял новостными потоками, которые ежемесячно потребляют 93 млн уникальных посетителей в США. Они просматривают на них 3,3 млрд минут видео. Специалисты утверждают, что Цукер гораздо больше разбирается непосредственно в производственном процессе канала, чем предыдущие руководители. В конце 2019 году CNN отставал по рейтингу от своего конкурента Fox News, но третий год подряд прибыль превышала 1 млрд долларов.

## Отставка
2 февраля 2022 года Цукер покинул пост главы корпорации в связи с обвинениями о тайном романе с одной из коллег. О сексуальной связи стало известно в январе.

## Критика
Критики обвиняли его, что во время кампании 2016 года он давал будущему президенту Трампу больше эфирного времени, чем остальным кандидатам-республиканцам. Цукер отчасти признавал обвинения, но парировал это тем, что политик был более отзывчивым, чем его коллеги — Марко Рубио и Джеб Буш, которые иногда по долгу не согласовывали общение. Трамп же по его словам всегда давал оперативные комментарии.
Отношения политика и журналиста складывались по-разному. Например, во время президентского срока Трамп часто критиковал Цукера в своем твиттере. Но было время, когда они пытались дружить. Будущий президент вел телевизионное шоу The Apprentice на NBC, когда журналист возглавлял развлекательное подразделение канала. После 20 лет общения, по словам Цукера, Трамп захотел особого отношения к нему во время президентского срока. Не получив ожидаемой взаимности, он обрушился с критикой на CNN.

## Личная жизнь
В 31 год — через три месяца после свадьбы у Цукера обнаружили рак. Он проходил химиотерапию в течение 8 месяцев, продолжая работать над программой Today. Болезнь отступила, но вернулась через три года. Он победил рак, но позднее у Цукера вскрылись проблемы с сердцем.
Воспитывает двоих детей — сына Эндрю и дочь Элизабет.